# Remember Phoenix
Remember Phoenix (cunoscut și sub numele Remember Phoenix / Negru Vodă) reprezintă un LP compilație al formației Phoenix, editat în anul 1991 de către casa de discuri Electrecord. Pe eticheta discului de vinil, albumul este intitulat „Negru Vodă”, însă a devenit cunoscut ca „Remember” sau „Remember Phoenix”, după numele aflat pe copertă. Materialul a fost conceput ca un disc cu cele mai cunoscute și îndrăgite piese ale formației, de la primul EP din 1968 și până la plecarea clandestină în străinătate, în 1977. În fapt, conține piese de pe primele trei EP-uri (Vremuri, Totuși sînt ca voi și Meșterul Manole) și de pe primul LP (Cei ce ne-au dat nume). Pentru copertă, casa de producție a preluat imaginea ce apare pe EP-ul din 1973. Materialul acestui disc de vinil a fost reeditat pe casetă audio în 1995, anul în care a apărut pe piață Evergreens (primul compact disc cu piese Phoenix lansat de Electrecord). Confuzia constă în faptul că cei de la Electrecord au folosit pentru caseta audio grafica CD-ului (ce conține o selecție diferită de piese) și că pe copertă este tipărit titlul „Evergreen”, în timp ce „Remember Phoenix” apare doar pe eticheta casetei.

## Piese
Fața A:
1. Vremuri Vremuri (1968)
2. Mamă, mamă Meșterul Manole (1973)
3. Te întreb pe tine, soare... Meșterul Manole (1973)
4. Nunta Cei ce ne-au dat nume (1972)
5. Totuși sînt ca voi Totuși sînt ca voi (1969)
6. Floarea stîncilor Totuși sînt ca voi (1969)
7. Ar vrea un eschimos Totuși sînt ca voi (1969)

Fața B:
1. Balada „Negru Vodă” Cei ce ne-au dat nume (1972)
2. Canarul Vremuri (1968)
3. Nebunul cu ochii închiși Totuși sînt ca voi (1969)

Muzică: Florin Bordeianu și Nicolae Covaci (A1, A5, A6, A7, B2, B3); Nicolae Covaci (A2, A3, A4, B1)

Versuri: Florin Bordeianu și Victor Șuvăgău (A1); Victor Cârcu (A2, A3, A4, A6, A7); Victor Șuvăgău (A5, B2); text popular (B1); Florin Bordeianu (B3)
Observație: Pe coperta albumului, coautor al versurilor piesei „Vremuri” (A1) este trecut Nicolae Covaci în loc de Victor Șuvăgău.